# Alex Lifeson
Alex Lifeson, właśc. Aleksandar Živojinović (ur. 27 sierpnia 1953 w Kanadzie) – gitarzysta rockowy, znany z występów w progresywnej grupie Rush. Uznawany jest za wirtuoza swego instrumentu, jego brzmienie oparte jest na technice open power chords. Gry na gitarze uczył się słuchając Erica Claptona, Jeffa Becka, Jimiego Hendrixa, Jimmy'ego Page'a. 
W 2004 roku muzyk został sklasyfikowany na 36. miejscu listy 100 najlepszych gitarzystów heavymetalowych wszech czasów według magazynu Guitar World.
Jego rodzice wyemigrowali z Jugosławii.

## Instrumentarium
| Gitary - Gibson Black Les Paul Custom - Black prototype Gibson Les Paul with floyd rose tremelo - Maple sunburst prototype Gibson Les Paul with floyd rose tremelo - Gold top Gibson Les Paul - Sunburst 58 reissue Gibson Les Paul with fishman piezo system - Tabacco sunburst 59 reissue Gibson Les Paul with fishman piezo system - Gibson Howard Roberts with fishman piezo system - Gibson Howard Roberts Fusion W/Fishman Tune-O-Matic Bridge - Gibson 355 stereo - Garrison OM-20 Octave Mandolin - Garrison G25-12-E 12 String Acoustic Guitar Wzmacniacze i kolumny głośnikowe - Hughes & Kettner Switchblade 100 Guitar Head - Hughes & Kettner Alex Lifeson Signature Triamp MK11 Guitar Head - Hughes & Kettner 4X12 Guitar Cabinets Struny - Dean Markley Blue Steel Custom Lights strings |  | Efekty gitarowe - Furman Power Conditioner PL-8 - Furman PL Plus Power Conditioner - Behringer Ultralink mx-662 6 Channel Spliter/Mixer - Audio Technica AEW5200 Guitar Wireless - Audio Technica AEW-DA6600 Antenna Distribution System - Linksys Ethernet Cable/DSL Router - Toshiba Satellite PC Computer - Whirlwind A/B Box - Fishman Aura Acoustic Guitar Modeler - Custom Audio Japan AC0912 System Power Supply - Dunlop Crybaby DCR-1SR Rackmount Wah Wah - Custom Audio Japan GVCA-2 Rev.3 Midi Programmable Volume Control - TC 1210 Spatial Expander+Stereo Chorus/Flanger - Behringer XR4400 Multigate Pro - Digital Music Corp. GCX Guitar Audio Switcher - Behringer MX602 Professional Splitter/Mixer - TC Electronics G-Force - Loft Modular Device - Hughes & Kettner Rotosphere - Palmer PDI 03 Speaker Simulator - Ernie Ball 25K OHM Volume Pedal - Axess Electronics FX1 Midi Footcontroler - M Brace Acoustic Guitar Holder - Ultracase Guitar Vault - Ultracase 8 Space Guitar Stand |

## Filmografia
- Stary, kocham cię (jako on sam, 2009, film fabularny, reżyseria: John Hamburg)[4]
- Rush: Beyond the Lighted Stage (jako on sam, 2010, film dokumentalny, reżyseria: Sam Dunn, Scot McFadyen)[5]
- Chłopaki z baraków, odc.„Closer to the Heart” (jako on sam, 2001, kanadyjski mockument, reżyseria: Mike Clattenburg)[6]